# سام واشنطن
سام واشنطن (بالإنجليزية: Sam Washington)‏ هو لاعب كرة قدم أمريكية أمريكي، ولد في 7 مارس 1960 في تامبا في الولايات المتحدة.